# 知夫村立知夫小中学校
知夫村立知夫小中学校（ちぶそんりつ ちぶしょうちゅうがっこう）は、島根県隠岐郡知夫村にある公立の小中一貫校。

## 沿革

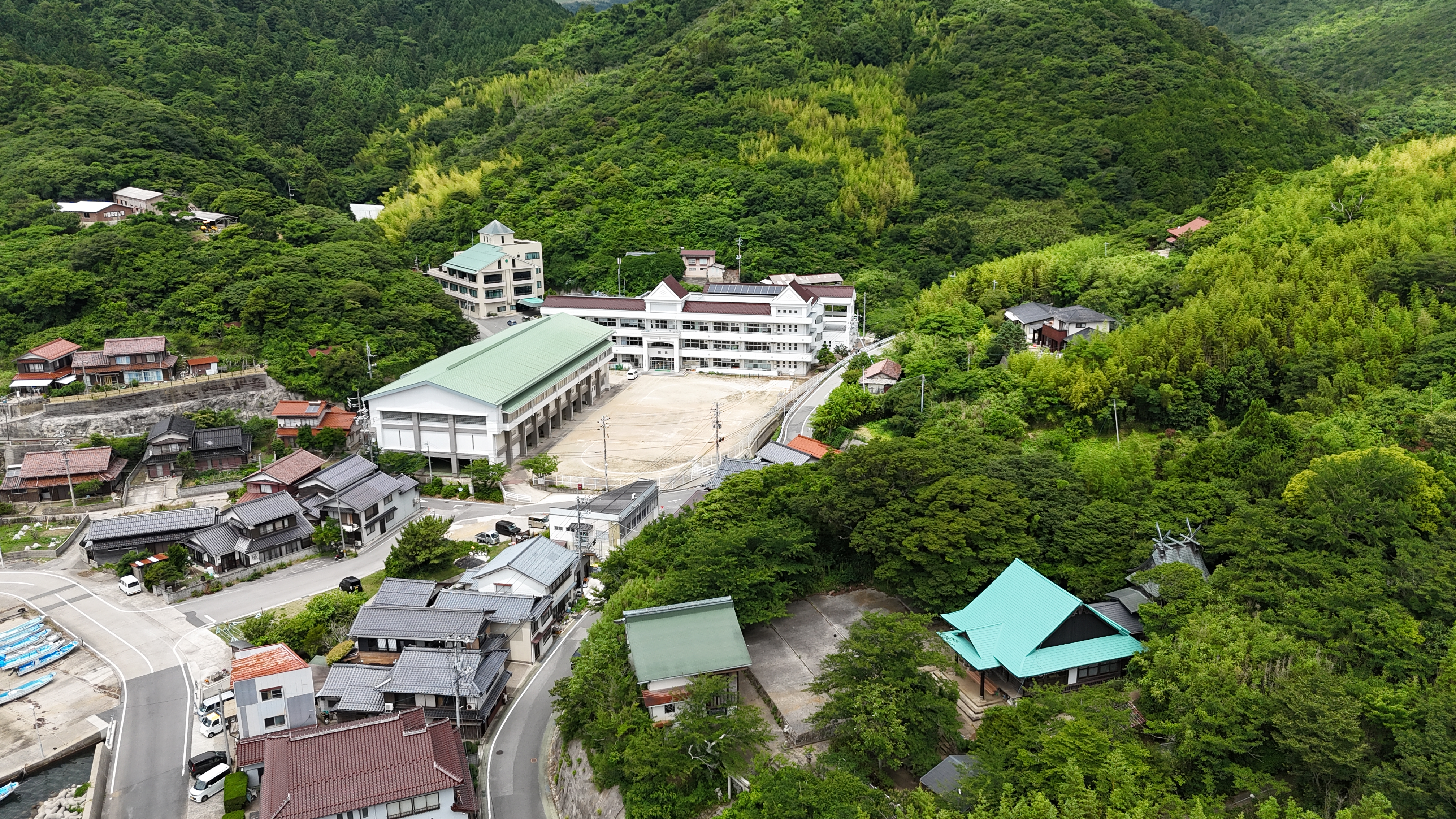
知夫小中学校と周辺

### 知夫村立知夫小学校
- 1874年（明治7年） - 荘楽寺本堂にて知夫小学校開校。古海・仁夫・多沢に分校を置く。
- 1895年（明治28年） - 古海小学校が独立。
- 1898年（明治31年） - 高等科を併設し、知夫尋常高等小学校と改称。
- 1891年（明治42年） - 現在位置に校舎新築落成。
- 1941年（昭和16年） - 国民学校令により知夫国民学校と改称。
- 1947年（昭和22年） - 学制改革により知夫村立知夫小学校と改称。
- 1973年（昭和48年） - 古海小学校廃校・スクールバス通学開始。
- 1974年（昭和49年） - 開校百周年記念式挙行。
- 1993年（平成5年） - 文部省道徳教育研究指定校となる（2年間）。同年、知夫小中学校合同校舎新築落成。

### 知夫村立知夫中学校

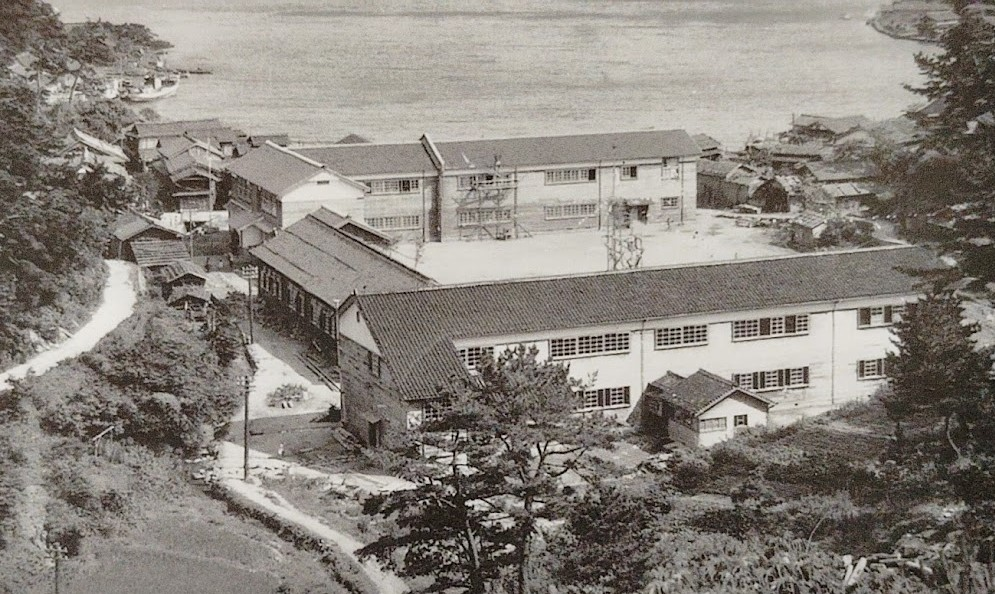
昭和20年代の知夫中学校

- 1947年（昭和22年） - 島根県知夫郡知夫村立知夫中学校として創立。
- 1951年（昭和26年） - 知夫村1052番地に本校舎落成。
- 1966年（昭和41年） - 完全給食実施。
- 1993年（平成5年） - 新校舎へ移転。
- 1994年（平成6年） - 新体育館落成。

### 知夫村立知夫小中学校
- 2015年（平成27年）4月1日 - 知夫中学校と知夫小学校との一貫教育を開始。小中一貫校「知夫村立知夫小中学校」開校。
- 2016年（平成28年）7月 - この月から12月まで、校舎改修。
- 2017年（平成29年）4月 - 島留学スタート（5名転入）。
- 2018年（平成30年）4月 - 校舎内に知夫村図書館開館、知夫村教育委員会移設。

## 通学区域
- 知夫村全域

## 部活動
- ソフトテニス部

## 周辺
- 知夫村立図書館 - 同一建物内
- 知夫村教育委員会 - 同一建物内
- 知夫村役場
- 島根県道322号知夫島線

## アクセス
- 知夫村営バス『学校前』バス停下車。